# Luis Gómez-Imbert
Luis Gómez-Imbert (* im 20. Jahrhundert in Caracas) ist ein venezolanischer Kontrabassist.

## Leben
Gómez-Imbert studierte Kontrabass bei Jeff Bradetich, Bertram Turetzky, Gary Karr, Frantisek Posta, David Walter und Edgar Meyer. Sein Studium an der Northwestern University schloss er 1988 summa cum laude ab. Er vertiefte später seine Ausbildung bei Warren Benfield und Joseph Guastafeste vom Chicago Symphony Orchestra, Edwin Barker vom Boston Symphony Orchestra und Harold Robinson vom Philadelphia Orchestra.
Noch im Sommer 1988 wurde er mit seinem Professor Gary Karr in der Sendung Good Morning America der ABC vorgestellt. Danach tourte er als Solist durch Amerika und Europa. Er trat mit Kontrabassisten wie Jeff Bradetich, Bertram Turetzky und Lucas Drew auf; mit letzterem spielte er 1994 bei der Double Bass World Convention der Indiana University ein Konzert für zwei Kontrabässe. Er trat in Uraufführungen von Werken u. a. Orlando Jacinto Garcías, Alexandro Rodríguez’, Juan Francisco Sanz’, Domingo Sanchez-Bors, Roberto Cedeños und Armando Rodríguez Ruidíaz’ auf und spielte Aufnahmen bei den Labels Lyric und OO. Eine Aufnahme wurde von der Contemporary Record Society 1992 als New Recording of the Year ausgezeichnet.
Seit 1994 ist Gómez-Imbert Professor für Kontrabass an der Florida International University und Leiter des New Music Ensemble der Universität. Seit 2013 ist er Erster Bassist des von Eduardo Marturet geleiteten Miami Symphony Orchestra. Mit Chi-Chi Nwanoku und dem Orchester spielte er 2017 die Uraufführung von Mauricio Rodriguez’ Doppelkonzert für zwei Kontrabässe Love and Betrayal.